# 宗長寺
宗長寺（そうちょうじ）は、静岡県静岡市葵区沓谷（くつのや）にある日蓮宗の寺院。山号は新光山。かつては倉長寺とも称した。旧本山は静岡感応寺、脱師法縁。付近には由緒寺院の蓮永寺をはじめ妙像寺、浄祐寺、蓮長寺、宗林寺等、日蓮宗の寺院も多い。

## 歴史
室町時代の連歌師宗長の府中屋敷である臨川庵跡を宗長没後、平等院日悟（文禄3年（1594年）没）を開山に寺としたと伝える。かつて現在は常磐公園となっている寺町3丁目にあったが、昭和20年（1945年）6月19日の静岡大空襲後の静岡市都市復興計画によって現在地に移転した。

## 境内
- 本堂

## 歴代
- 平等院日悟

## 関連資料
- 稲垣泰美『静岡県の庭』明文出版社（1988年）